# Casa Campos Carrera
La casa Campos Carrera es un edificio de la ciudad española de Alicante situado en la plaza del Abad Penalva número 1, frente a la concatedral de San Nicolás de Bari. Está catalogado como Bien de Relevancia Local.
Fue construido entre 1905 y 1908 siguiendo el proyecto del arquitecto Enrique Sánchez Sedeño. Su estilo arquitectónico es el modernismo valenciano. Durante su construcción fue modificado el proyecto original, desapareciendo el ático y la cornisa previstos y añadiendo una tercera planta de viviendas.